# René Friedl
René Friedl (Friedrichroda, RDA, 17 de julio de 1967) es un deportista alemán que compitió para la RDA en luge en la modalidad individual.
Ganó dos medallas en el Campeonato Mundial de Luge, oro en 1993 y plata en 1989, y cuatro medallas en el Campeonato Europeo de Luge entre los años 1990 y 1994.
Participó en los Juegos Olímpicos de Albertville 1992, ocupando el octavo lugar en la prueba individual.

## Palmarés internacional
| Representando a la RDA   |                       |                  |            |
| Campeonato Mundial       |                       |                  |            |
| Año                      | Lugar                 | Medalla          | Prueba     |
| 1989                     | Winterberg (RFA)      | Medalla de plata | Equipo     |
| Campeonato Europeo       |                       |                  |            |
| Año                      | Lugar                 | Medalla          | Prueba     |
| 1990                     | Igls (Austria)        | Medalla de oro   | Equipo     |
| Representando a Alemania |                       |                  |            |
| Campeonato Mundial       |                       |                  |            |
| Año                      | Lugar                 | Medalla          | Prueba     |
| 1993                     | Calgary (Canadá)      | Medalla de oro   | Equipo     |
| Campeonato Europeo       |                       |                  |            |
| Año                      | Lugar                 | Medalla          | Prueba     |
| 1992                     | Winterberg (Alemania) | Medalla de oro   | Individual |
| 1992                     | Winterberg (Alemania) | Medalla de oro   | Equipo     |
| 1994                     | Königssee (Alemania)  | Medalla de plata | Equipo     |